# Johan Gregor van der Schardt

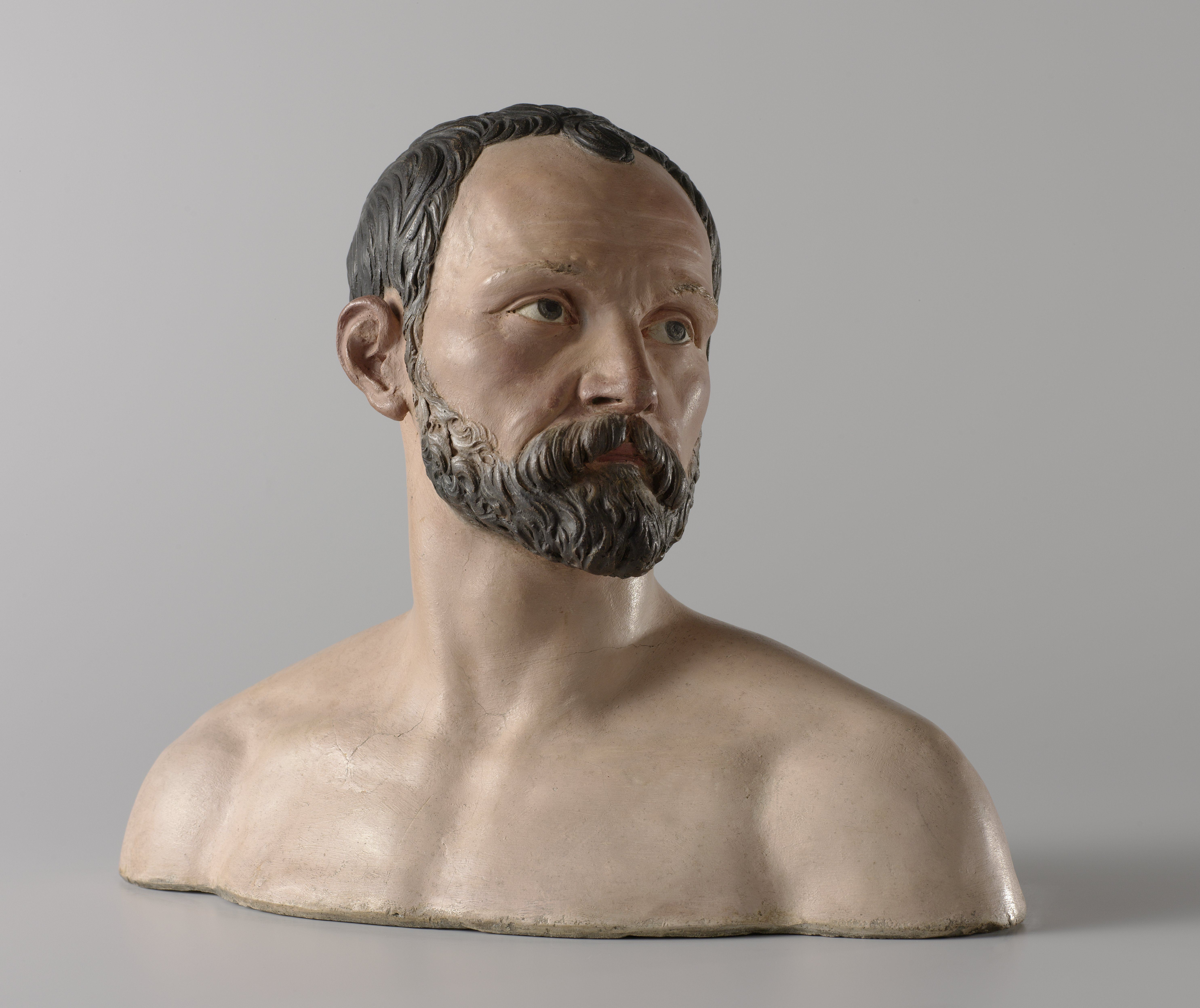
Johan Gregor van der Schardt: Selbstbildnis (1573)

Johan Gregor van der Schardt (* um 1530 in oder bei Nimwegen; † nach 1581 in Nürnberg oder am 30. November 1591 auf Uraniborg auf Hven) war ein Bildhauer der Übergangszeit von der Spätrenaissance zum Manierismus.

## Leben
Schardts Ausbildungsstationen werden in den Niederlanden und in Italien vermutet. In Italien wird er dem Umfeld Andrea Palladios zugeordnet und von Giorgio Vasari anerkennend als Bildhauer erwähnt. 1569 ereilte ihn der Ruf an den Hof Kaiser Maximilians II. In der Reichsstadt Nürnberg arbeitete er gemeinsam mit Wenzel Jamnitzer an einem Tischbrunnen für den Hof in Wien (1571/1576), von dem sich vier Karyatiden erhalten haben, die im Kunsthistorischen Museum in Wien verwahrt werden. In Nürnberg entstanden 1570 auch die bemalten Terrakottabüsten des Patrizierpaares Imhoff, die im 19. Jahrhundert aus der Sammlung Minutoli in die  Skulpturensammlung in Berlin gelangten. Je ein Merkur in Bronze findet sich im Landesmuseum Württemberg und im J. Paul Getty Museum. Beide stammen aus dem Kunstkabinett Praun, in das der Künstlernachlass van der Schardts eingegangen ist, darunter ca. 170 Terrakotten. Der größte Teil dieser Kleinplastiken bestand aus reduzierten Kopien und Teilnachbildungen antiker Skulpturen oder von Werken Michelangelos, von denen ca. 30 Exemplare in verschiedenen Museen Europas und Nordamerikas erhalten sind. Von 1575 bis 1577 war Schardt am dänischen Hof in Kopenhagen tätig, wo er König Friedrich II. und Königin Sophie porträtierte. Beide Bronzebüsten wurden zur Zeit des Wiener Kongresses von König Friedrich VI. für die Sammlung der dänischen Könige erworben; sie sind heute auf Schloss Rosenborg zu sehen.
Danach kehrte er nach Nürnberg zurück; dort ist er 1581 zum letzten Mal dokumentiert. Strittig ist, ob Schardt von Nürnberg aus nochmals nach Dänemark reiste und im Umkreis des dänischen Astronomen Tycho Brahe tätig war, für den der Nürnberger Georg Labenwolf einen Bronzebrunnen ausführte. Für Schardts Anwesenheit in den 1580er Jahren in Dänemark gibt es keine dokumentarischen Belege. Er soll auf der Insel Hven an der Dekoration von Tycho Brahes Schloss Uraniborg beteiligt gewesen sein. Doch die Reste der Bauplastiken für Uraniborg, die sich heute in den Historischen Sammlungen der Universität Lund befinden, weisen nicht das Niveau von Schardts übrigen Werken auf.
Van der Schardt werden etliche Werke zugeschrieben, u. a. ein Kreuzigungsrelief für den Altar der Kirche von Schloss Kronborg und eine Büste für das von Hans van Steenwinckel d. Ä. entworfene Grabmal des dänischen adligen Reichsrats Anders Bing (1589) in der Dorfkirche von Smedstorp in Schonen. Diese Zuschreibungen bleiben fraglich.
Ebenfalls zu seinen Hauptwerken zählt ein Selbstbildnis in Form einer bemalten Terrakottabüste (1573) im Besitz des Rijksmuseums in Amsterdam.
Für einen nicht italienischen Künstler ungewöhnlich, wurde seine Arbeit unter anderem von Giorgio Vasari bewundert.

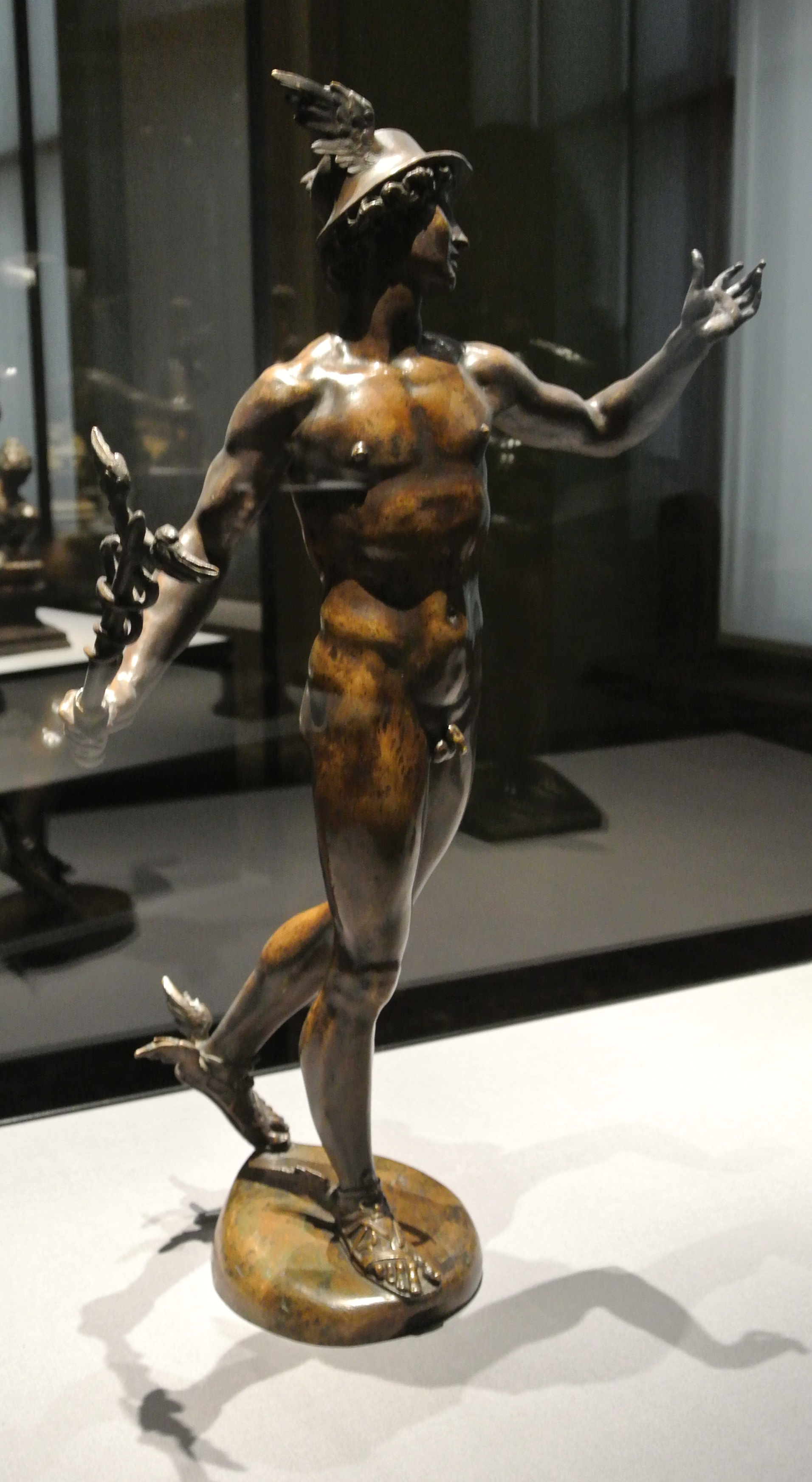
Merkur, um 1570/76, Kunsthistorisches Museum
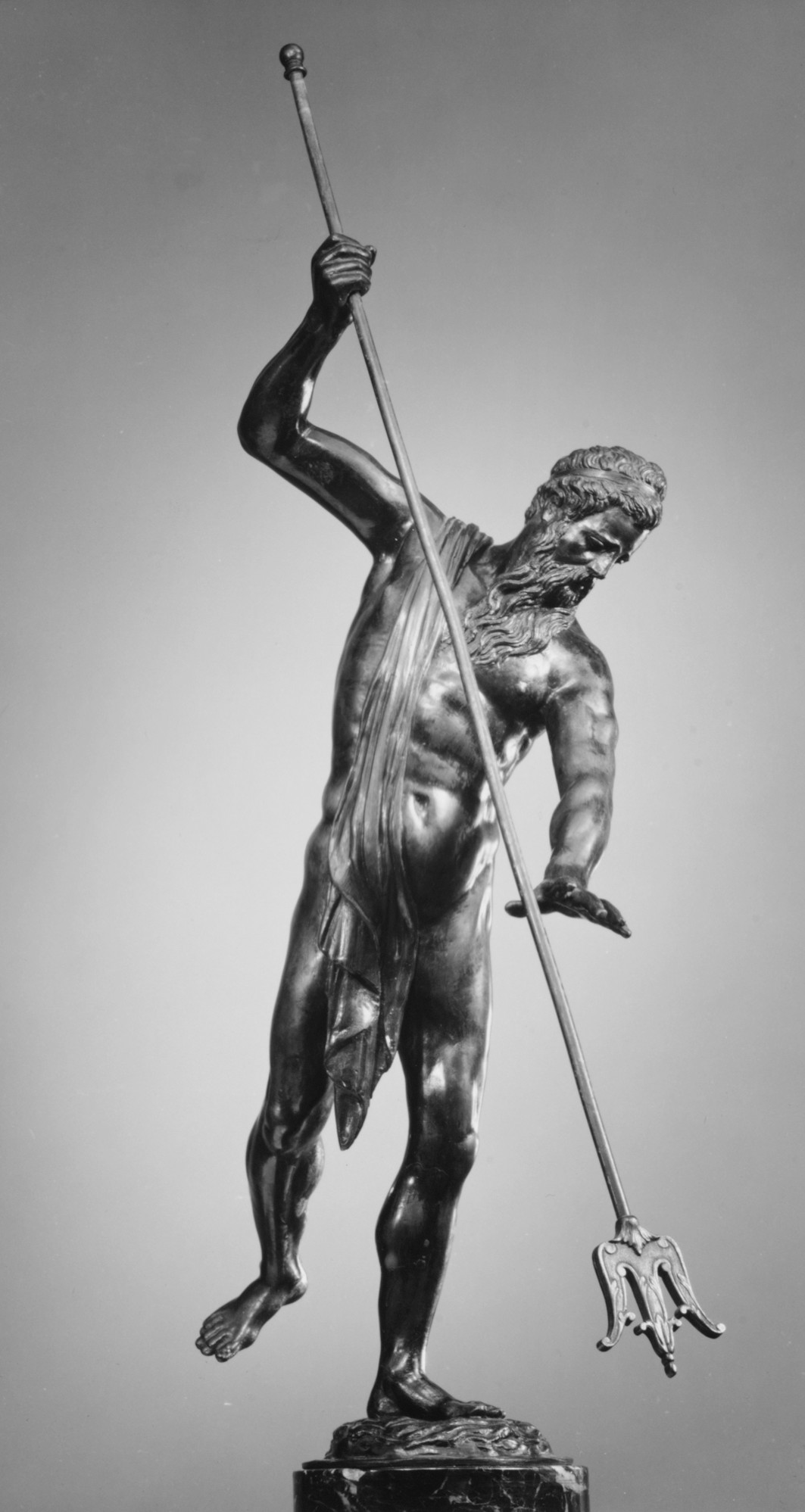
Neptun, Metropolitan Museum of Art
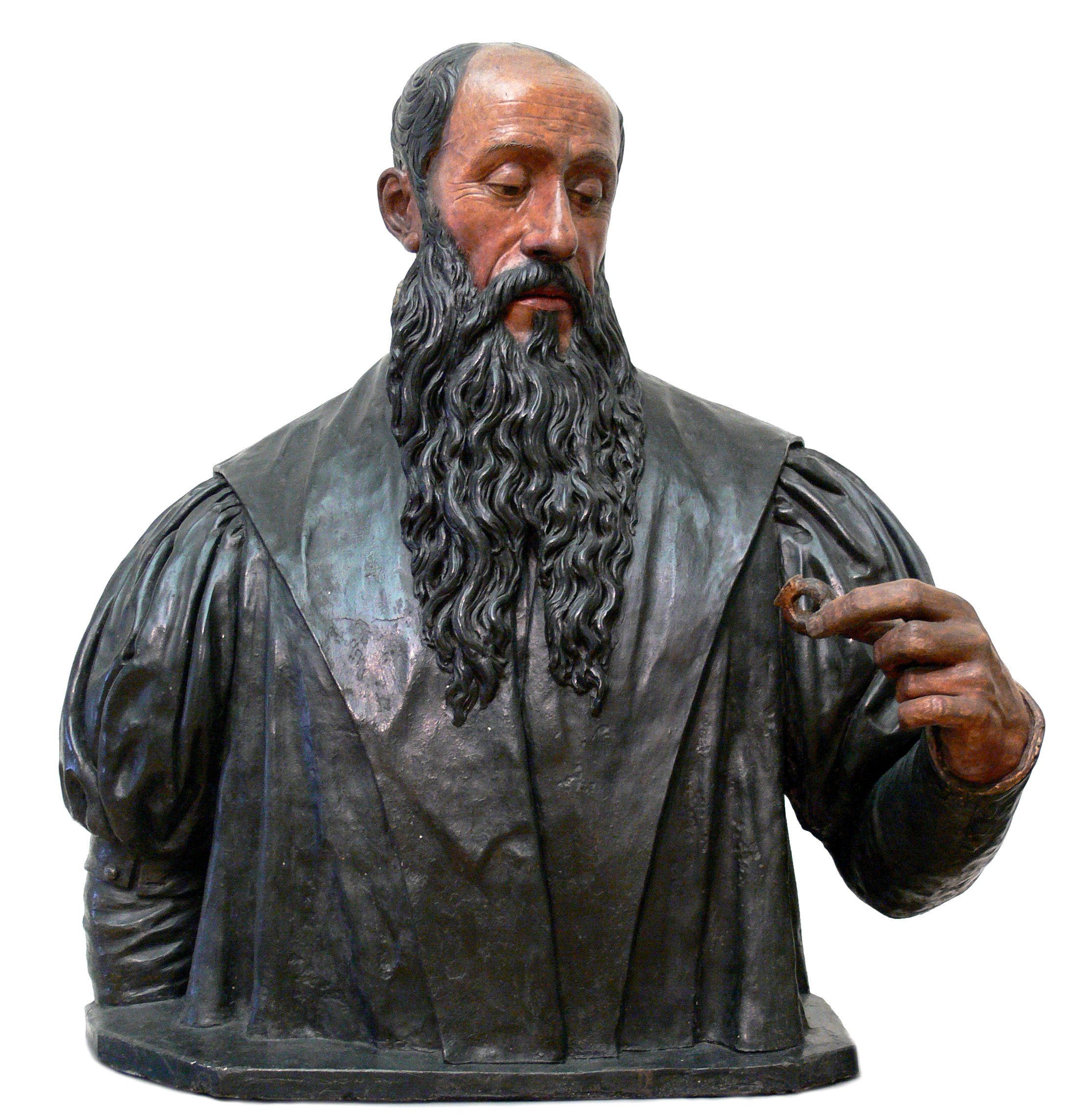
Büste Willibald Imhoff
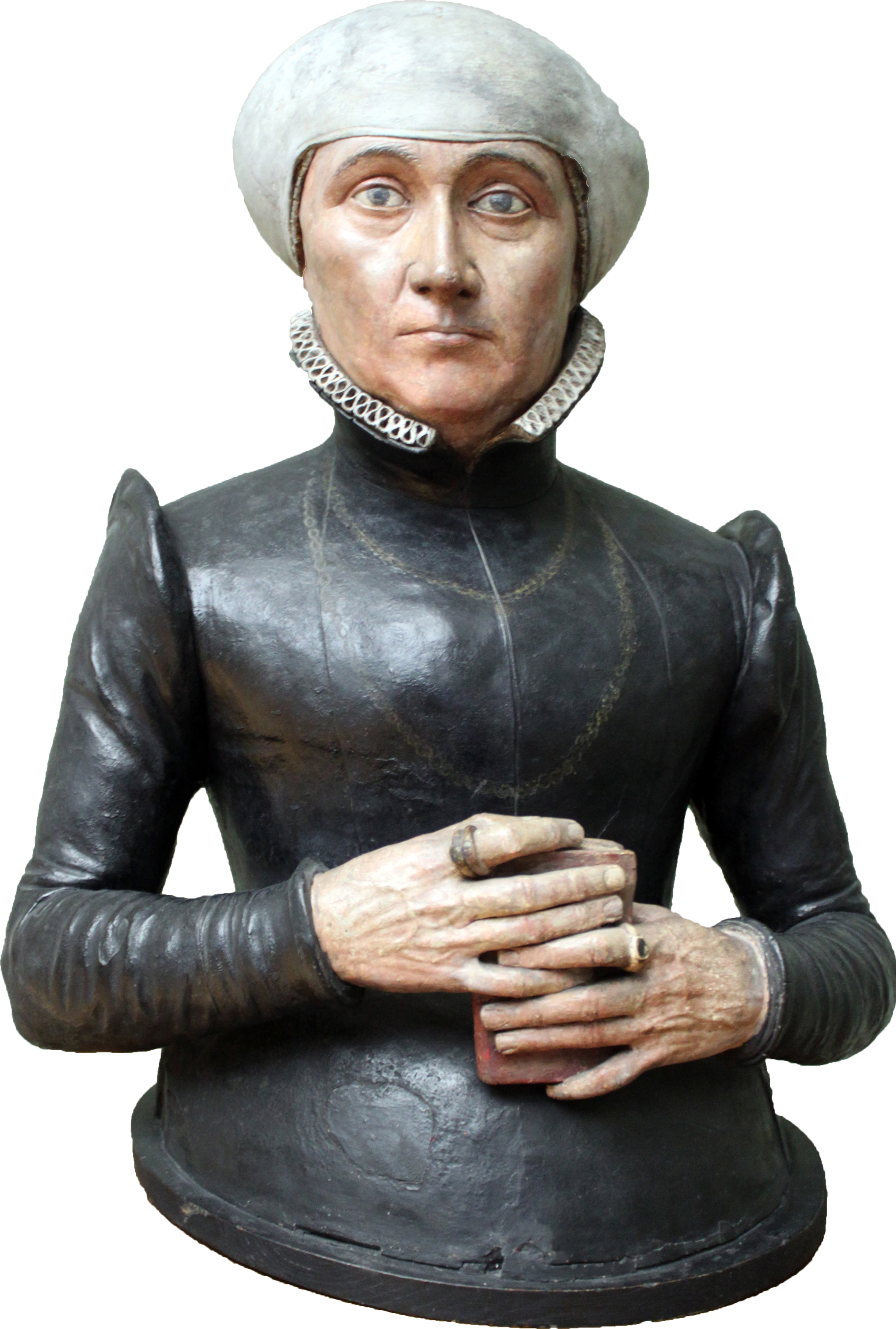
Büste Anna Imhoff, 1580,  Skulpturensammlung berlin
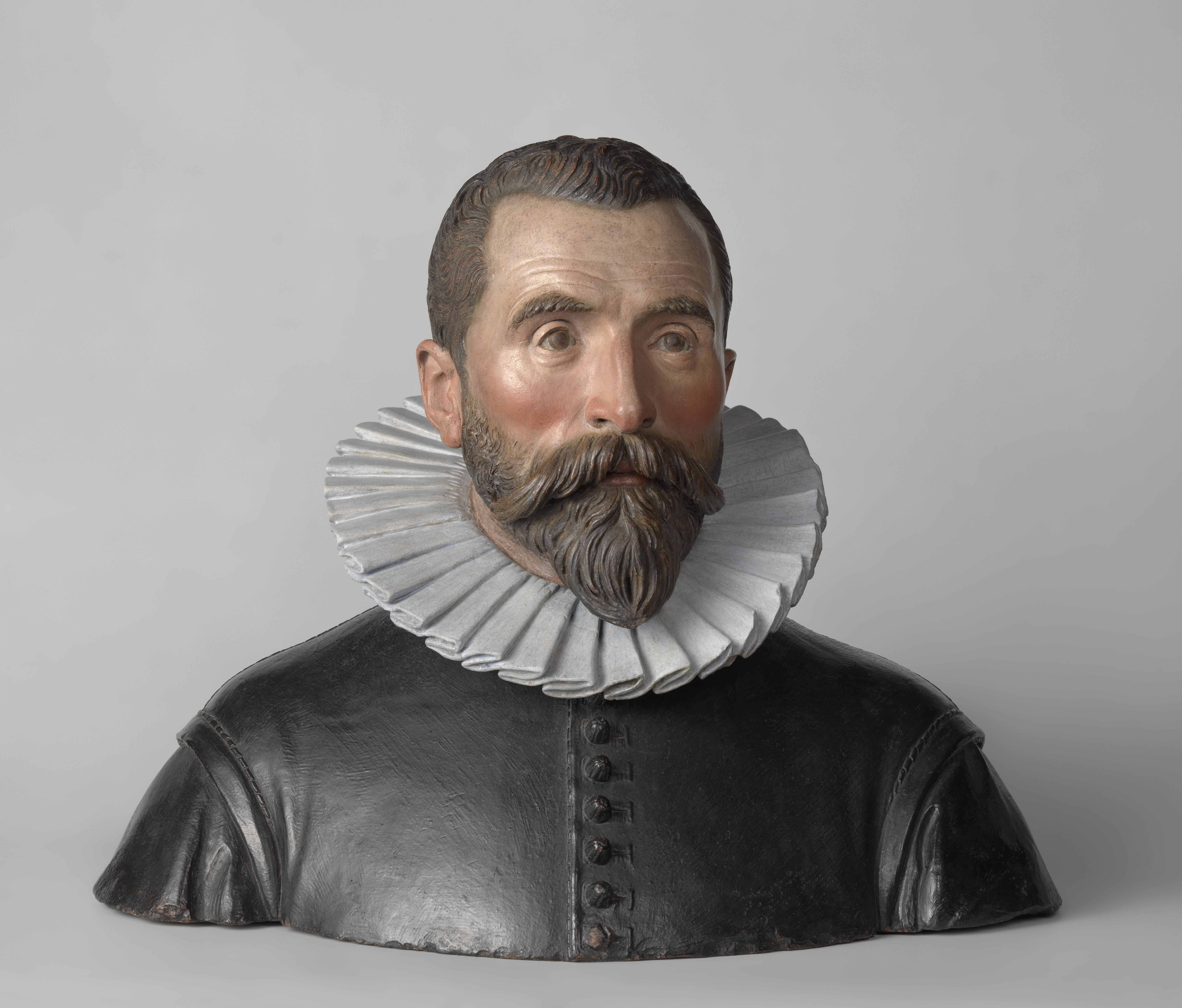
Büste Johann Neudörfer d. J.